# Monodontomerus dianthidii
Monodontomerus dianthidii är en stekelart som beskrevs av Charles Joseph Gahan 1941. Monodontomerus dianthidii ingår i släktet Monodontomerus, och familjen gallglanssteklar. Inga underarter finns listade i Catalogue of Life.